# Вольфганг Штретер
Вольфганг Штретер (нім. Wolfgang Sträter; 21 травня 1916, Кельн — 29 липня 1943, Атлантичний океан) — німецький офіцер-підводник, капітан-лейтенант крігсмаріне.

## Біографія
5 квітня 1935 року вступив на флот. В січні-квітні 1941 року пройшов курс підводника. З 20 травня по 4 грудня 1941 року — командир підводного човна U-20. В січні 1942 року переданий в розпорядження 2-го офіцера Адмірал-штабу в штабі адмірала підводного флоту. З 19 березня 1942 року — командир U-614, на якому здійснив 3 походи (разом 97 днів у морі). 7 лютого 1943 року потопив британський торговий пароплав Harmala водотоннажністю 5730 тонн, який перевозив 8500 тонн залізної руди; 43 з 54 членів екіпажу пароплава загинули. 29 липня 1943 року U-614 був потоплений в Північній Атлантиці північно-західніше мису Ортегаль (46°42′ пн. ш. 11°03′ зх. д.) глибинними бомбами британського бомбардувальника «Веллінгтон». Всі 49 членів екіпажу загинули.

## Звання
- Кандидат в офіцери (5 квітня 1935)
- Морський кадет (25 вересня 1935)
- Фенріх-цур-зее (1 липня 1936)
- Оберфенріх-цур-зее (1 січня 1938)
- Лейтенант-цур-зее (1 квітня 1938)
- Оберлейтенант-цур-зее (1 жовтня 1939)
- Капітан-лейтенант (1 липня 1942)

## Нагороди
- Медаль «За вислугу років у Вермахті» 4-го класу (4 роки)